# Forbesganj
Forbesganj é uma cidade e um município no distrito de Araria, no estado indiano de Bihar.

## Geografia
Forbesganj está localizada a 26° 18′ N, 87° 15′ L. Tem uma altitude média de 46 metros (150 pés).

## Demografia
Segundo o censo de 2001, Forbesganj tinha uma população de 41.982 habitantes. Os indivíduos do sexo masculino constituem 53% da população e os do sexo feminino 47%. Forbesganj tem uma taxa de literacia de 61%, superior à média nacional de 59,5%: a literacia no sexo masculino é de 67% e no sexo feminino é de 54%. Em Forbesganj, 16% da população está abaixo dos 6 anos de idade.